# Кирхдорф ан дер Ампер
Кирхдорф ан дер Ампер (њем. Kirchdorf an der Amper) општина је у њемачкој савезној држави Баварска. Једно је од 24 општинска средишта округа Фрајзинг. Према процјени из 2010. у општини је живјело 2.723 становника. Посједује регионалну шифру (AGS) 9178136.

## Географски и демографски подаци
Кирхдорф ан дер Ампер се налази у савезној држави Баварска у округу Фрајзинг. Општина се налази на надморској висини од 440 метара. Површина општине износи 33,0 km². У самом мјесту је, према процјени из 2010. године, живјело 2.723 становника. Просјечна густина становништва износи 83 становника/km².